# Syzygiella perfoliata
Syzygiella perfoliata là một loài rêu tản trong họ Jungermanniaceae. Loài này được (Sw.) Spruce miêu tả khoa học lần đầu tiên năm 1876.